# Elvina
Elvina är den feminina formen av det engelska namnet Elvin, ursprungligen Ethelwin. Namnet är sammansatt av ord som betyder ädel och vän. Det äldsta belägget för Elvina i Sverige är från år 1810.
Den 31 december 2014 fanns det totalt 340 kvinnor folkbokförda i Sverige med namnet Elvina, varav 166 bar det som tilltalsnamn.
Namnsdag: saknas (1986-1992: 11 oktober)